# دانيال ألكسندروف
دانيال ألكسندروف (بالبلغارية: Даниел Александров)‏ هو مصارع رياضي بلغاري، ولد في 13 سبتمبر 1991 في دوبنيتسا في بلغاريا.

## وصلات خارجية
- دانيال ألكسندروف على موقع قاعدة بيانات المصارعة الدولية (الإنجليزية)
- دانيال ألكسندروف على موقع أوليمبيديا (الإنجليزية)